# Benjamin Fischer (scénariste)
Pour les articles homonymes, voir Benjamin Fischer et Fischer (nom de famille).
Benjamin Fischer, de son vrai nom Benjamin Van Linthout, né le 4 décembre 1982 à Verviers (province de Liège), est un scénariste belge de bande dessinée.

## Biographie
Benjamin Van Linthout naît le 4 décembre 1982 à Verviers. Son père Georges Van Linthout et son oncle Stibane, l'initient à la bande dessinée dès son plus jeune âge. Il grandit près de sa sœur Caroline, qui elle aussi deviendra scénariste de bande dessinée sous le pseudonyme de O. Carol.
Il publie son premier ouvrage Braquages et Bras Cassés début 2010 aux éditions de La Boîte à bulles avec Georges Van Linthout au dessin. Chez le même éditeur, il publie successivement La Cabane (2015, avec Stibane) et Arraigo (2016, avec Georges Van Linthout, en collaboration avec Amnesty International).
En 2018, il lance les éditions Le Chaînon Manquant avec Stibane pour publier Retour en Calabre qui reprend et finalise la série Faida dont le premier tome avait été publié chez Cerises & Coquelicots. Suivent d'autres publications sous ce même label, avec Silence Blanc - Le Grand Nord de Jack London avec Stibane et O. Carol en 2020, puis un reportage en bande dessinée sur l'agriculture, Le Champ des Possibles, avec Chris Damaskis et François Sonnet en 2022,. 
En 2023, il participe comme scénariste au tome 2 de la série humoristique L'Agence British Pudding, créée par l'illustrateur français Philippe Bertaux et publiée dans la collection « jeunesse » de cette même maison d'édition.

## Publications

### Albums
- Braquages et Bras Cassés[7], La Boîte à bulles, coll. « Contre-jour », Antony, février 2010
Scénario : Benjamin Fischer - Dessin : Georges Van Linthout - Couleurs : noir et blanc -  (ISBN 978-2-84953-098-6),Réédition en 2025[8],[9] (ISBN 978-2-84953-531-8).
- La Cabane[3], La Boîte à bulles, 7 janvier 2015
Scénario : Benjamin Fischer - Dessin et couleurs : Stibane -  (ISBN 9782849532072)
- Arraigo[10], La Boîte à bulles et Amnesty International, Paris, 2015
Scénario : Benjamin Fischer - Dessin et couleurs : Georges Van Linthout -  (ISBN 978-2-84953-230-0)
- 1. Faida - Anna[11], Cerises & Coquelicots, Puyricard, 15 avril 2016
Scénario : Benjamin Fischer - Dessin et couleurs : Stibane -  (ISBN 9782914880183)
- Retour en Calabre, Le Chaînon Manquant Éditions, Liège, 16 novembre 2018
Scénario : Benjamin Fischer - Dessin : Stibane - Couleurs : quadrichromie -  (ISBN 9782930669175)
- Le Champ des possibles[5],[12], Le Chaînon Manquant Éditions, Liège, mai 2022
Scénario : Benjamin Fischer - Dessin et couleurs : Chris Damaskis -  (ISBN 978-2-9602592-4-7)

### Séries de bande dessinée

#### L'Agence British Pudding
- 2. Sandwiches, fantômes et diamants, Le Chaînon Manquant Éditions, Liège, 21 octobre 2023
Scénario : Benjamin Fischer - Dessin et couleurs : Philippe Bertaux -  (ISBN 978-2-9602592-6-1),Format : comics.

## Prix et distinctions
- 2011 :  prix Sang 9 (bande dessinée policière de l'année) au Festival international du film policier de Liège pour Braquages et Bras Cassés[4] ;
- 2016 :  prix Charles-Henri Salin (BD reportage de l'année), Guadeloupe pour Arraigo[4].

#### Articles
- Benjamin Fischer (interviewé), « Interview de Benjamin Fischer, à propos de « L'Agence British Pudding : Sandwiches, fantômes et diamants » », La Mouette hurlante,‎ 27 mai 2024 (lire en ligne, consulté le 23 juillet 2024).